# Arturo De la Rosa Escalante
Arturo De la Rosa Escalante (Ciudad Constitución, Baja California Sur; 4 de mayo de 1971) es un político mexicano. Fue diputado federal por el II Distrito Electoral Federal de Baja California Sur, miembro del Partido Acción Nacional.
Fue candidato del Partido Acción Nacional a la presidencia municipal de Los Cabos en las pasadas elecciones del 2015, donde resultó electo para el período 2015 - 2018, buscó la reelección a este cargo pero fue derrotado por la morenista Armida Castro Guzmán.

## Biografía
Originario de Ciudad Constitución, Baja California Sur; Estudió la licenciatura en Derecho en la UABCS